# Яковец, Юрий Владимирович
Ю́рий Влади́мирович Якове́ц (род. 1 января 1929) — советский и российский экономист, доктор экономических наук (1966), профессор (1967), заслуженный деятель науки Российской Федерации (2009), действительный член РАЕН и МАГИ, президент Международного института Питирима Сорокина — Николая Кондратьева, руководитель Лаборатории глобальных цивилизационных исследований факультета глобальных процессов МГУ им. М. В. Ломоносова, председатель Ялтинского цивилизационного клуба, основатель и председатель научно-редакционного совета Международного научно-образовательного журнала «Партнёрство цивилизаций».

## Биография
Родился 1 января 1929 года в селе Черневцы Черневецкого района Винницкой области Украины в семье агронома. Окончил среднюю школу № 4 в Гайсине Винницкой области. Окончил юридический факультет Ленинградского государственного университета в 1952 году, курсы подготовки преподавателей общественных наук при Ленинградском государственном университете по специальности «политическая экономия» в 1954 году и Институт повышения квалификации преподавателя и общественных наук при МГУ им. М. В. Ломоносова в 1959 году.
Был преподавателем, доцентом, заведующим кафедрой политической экономии Ленинградского горного института (с 1954 по 1967 гг.), директором НИИ по ценообразованию государственного комитета цен Совета Министров СССР и членом Комитета (1967—1978 гг.), заведующий кафедрой Академии народного хозяйства при Совете министров СССР с 1991 года, при Совете Министров России (1978—1993 гг.), вице-президент российской финансовой корпорации (1993—1997 гг.), профессор Российской академии государственной службы при Президенте РФ (2007—2012 гг.).
Президент Международного института Питирима Сорокина — Николая Кондратьева, имеющего консультативный статус при ЭКОСОС ООН (с 1999 года по н.в.), председатель Отделения Исследования циклов и прогнозирования РАЕН (с 1996 года) и Отделения цивилизационных исследований Международной академии исследований будущего (с 2015 года), заместитель председателя Организации по поддержке глобальной цивилизации (с 2002 года), действительный член Международной Академии исследований будущего (с 1997 года), Европейской академии естественных наук (с 2007 года), член Международной академии информатизации (с 1990 года), Казахстанской национальной академии естественных наук с 2008 года, председатель Ялтинского цивилизационного клуба (2016).

## Научная деятельность
Автор более 860 опубликованных научных трудов (в том числе более 560 монографий и учебников). Основные труды опубликованы в электронном формате в Собрании сочинений (второе издание — 2018) в 5 томах и в избранных трудах в 3 томах на английском языке (второе издание — 2018), а также размещены на сайтах http://yaltapeace.ru/.
Он признан автором двух научных открытий в области общественных наук. Является основателем и руководителем научных школ русского циклизма (с 1984), цивилизационной (с 1992) и интегрального макропрогнозирования и стратегического планирования (с 1995). Был пионером исследования Кондратьевских волн в СССР. С марта 2022 года является руководителем Лаборатории глобальных цивилизационных исследований Факультета глобальных процессов МГУ им. М. В. Ломоносова. Четырежды был номинирован на Нобелевскую премию мира, дважды на Государственную премию РФ в области науки.

## Награды и звания
Государственные награды:
- Орден Трудового Красного Знамени;
- Знак почёта «Достак» (Дружбы второй степени республики Казахстан);
- шесть Правительственных медалей[каких?].

Научные награды:
- Орден В. И. Вернадского;
- Золотые медали Николая Кондратьева, Питирима Сорокина, Саймона Кузнеца, аль Фараби;
- Медаль Петра Капицы, Василия Леонтьева и других.

Звания:
- Заслуженный деятель науки Российской Федерации (2009)[2]

Русский биографический институт признал Юрия Владимировича «Человеком года» по номинациям «Наука» (2013) и «Проектирование будущего» (2018).